# Euroslawizm

Mapa Unii Europejskiej i krajów słowiańskich. Kraje słowiańskie w UE na ciemnoniebiesko, inne kraje UE w kolorze cyjanowym, a kraje słowiańskie spoza UE na jasnoniebiesko.

Euroslawizm – koncepcja polityczna, która wyewoluowała z panslawizmu i stanowi odpowiedź na niego. Jej celem jest rozwiązywanie problemów ludów słowiańskich wewnątrz Unii Europejskiej. Euroslawiści promują współpracę i jedność wśród narodów słowiańskich, starając się ją osiągnąć poprzez integrację europejską.
Euroslawizm jest uważany za współczesną formę ruchu austroslawistycznego i neoslawistycznego. Unia Europejska, podobnie jak wcześniej Austro-Węgry, spełnia tu rolę większego podmiotu państwowego w obrębie którego ma dojść do zjednoczenia Słowian.

## Charakterystyka
Euroslawiści promują współpracę pomiędzy Słowianami na równych zasadach, aby nie dopuścić do dominacji którejkolwiek ze stron. Ruch jest także do pewnego stopnia wezwaniem do przeciwstawienia się dominującej pozycji Niemiec wewnątrz UE, jako iż zdemokratyzowana Rosja wraz z resztą państw słowiańskich stanowiłaby dla nich polityczną przeciwwagę. Euroslawizm sprzeciwia się słowianofilii oraz zasadza się na silnym wspieraniu demokracji i wartości demokratycznych. Zdaniem euroslawistów każde państwo ma prawo decydować o swoim członkostwie w Unii Europejskiej. Sprzeciwiają się oni także wykluczaniu Rosji z europejskiego obszaru kulturowego. Uważają, że w dłuższej perspektywie możliwe jest stworzenie zjednoczonej społeczności słowiańskiej bez rosyjskiej dominacji.